# Гірнича промисловість Молдови
Гірнича промисловість Молдови

## Загальна характеристика
Гірнича промисловість представлена в осн. пром-стю нерудних буд. матеріалів (видобуток вапняку, кварциту, кременя, бентоніту, глин, крейди, гіпсу, облицювального каменя, щебеню, будівельних пісків, гравію і інш). У розробці знаходиться бл. 110 родовищ.

## Окремі галузі
Залізо. У 2001 Молдовський металургійній комбінат, найбільший продуцент заліза і сталі в країні (на привізній сировині), уклав довгостроковий контракт з компанією Instill US на постачання 3-5 тис.т високовуглецевого дроту на місяць. Ринок США закритий в результаті прийняття антидемпінгових заходів. Досі протягом деякого часу споживалося бл. 700-750 т/рік  нержавіючої сталі. Стальне виробництво продукує бл. 1 млн т/рік  залізопродуктів, експортуючи 95% до країн СНД. До 2001 р бл. 70% продукції йшло до США.
Вапняк. Пром. розробка родов. пильного вапняку для виробництва стінного каменя ведеться з 1954. Осн. види продукції – стінні блоки розміром 1050Х390Х380 мм і стінний камінь «котелець» розміром 390Х190Х188 мм. Видобуток стінового каменя зосереджений в північних і центральних районах М. Поклади пильних вапняків розкриваються переважно горизонтальними штольнями, рідше похилими. Застосовується камерна система розробки із залишенням ціликів. Блоки у вибоях випилюються каменерізними машинами. 
Рифогенні вапняки використовуються для вироб-ва цементу, вапна, буд. каменя і для технол. потреб цукрової промисловості. Експлуатується понад 20 родов. рифогенних вапняків міцністю 15-60 МПа. Всі родов. розробляються відкритим способом із застосуванням буропідривних робіт. Гірнича маса переробляється на стаціонарних дробильно-сортувальних комплексах. Продукція кар'єрів: фракціонований щебінь, вапняковий пісок, рваний камінь для одержання вапна, буту і цементного концентрату. Вихід товарної продукції становить 65-70% від гірн. маси. Відходи використовуються в як буд. піски і наповнювачі асфальтобетонів.
Гіпс. Кривське і Дрепкауцьке родов. гіпсу розробляються відкритим способом. Осн. продукція – гіпсовий щебінь і мелений гіпс. Видобуток гіпсового каменя здійснюється буропідривним методом. 
Будівельні матеріали. На Косоуцькому родов. відкритим способом видобувають верхньопротерозойські пісковики і архейські гранітоїди. Розробка ведеться із застосуванням вибухових робіт. 
В М. відкритим способом розробляється 32 родов. піщано-гравійних порід, бл. 30 родов. глинистої сировини, скляні і формівні піски (на Флорештському і Атакському родов.). Застосовуються земснаряди, екскаватори. Піски після збагачення придатні для виробництва скла, в т.ч. кольорового. 

## Гірниче машинобудування.
Промисловість М. випускає каменерізні машини, артезіанські турбінні насоси.

## Наукові установи.
У галузі геології і гірн. науки в М. ведуть дослідження: Інститут геофізики і геології НАН Молдови (з 1958, Кишинів); Молдовський наук.-досл. і проєкт. інститут буд. матеріалів (з 1974, Кишинів); Кишинівський політехн. інститут (з 1964, Кишинів), а також галузеві лабораторії і інш. структурні підрозділи і виробничі організації.